# Beija-flor-verde
O beija-flor-verde (Polytmus theresiae), também conhecido como beija-flor-dos-tepuis, é uma espécie de ave da família Trochilidae (beija-flores).
Pode ser encontrada nos seguintes países: Brasil, Colômbia, Equador, Guiana Francesa, Guiana, Peru, Suriname e Venezuela.
Os seus habitats naturais são: florestas subtropicais ou tropicais húmidas de baixa altitude, campos de gramíneas de baixa altitude subtropicais ou tropicais sazonalmente húmidos ou inundados e florestas secundárias altamente degradadas.

## Subespécies
São reconhecidas duas subespécies:
- Polytmus theresiae theresiae (Da Silva Maia, 1843) - ocorre nas Guianas e na região Norte e Central do Brasil, nos estados do Amazonas, Pará e Amapá. O macho desta subespécie apresenta coloração do dorso verde bronze brilhante; lado ventral verde grama brilhante luminoso; cauda dorsalmente e infracaudais verde ouro brilhantes; retrizes centrais frequentemente com parte da ponta azul, parte inferior da cauda verde esmeralda de brilho intenso; asa púrpura enegrecida; mandíbula preta, maxila cor de carne com ponta escura; pés marrons. A fêmea desta subespécie apresenta as penas do ventre margeadas de branco;
- Polytmus theresiae leucorrhous (P. L. Sclater & Salvin, 1867) - ocorre na região de savana da Colômbia até a Venezuela; também é encontrado localmente no Leste do Peru, na região de Loreto, Madre de Dios e também é localmente encontrado no Nordeste da Bolívia, nas regiões de La Paz e Beni. Esta subespécie é similar a anterior, mas apresenta as penas infracaudais brancas.